# Sainte-Croix (Alta Francia)
Sainte-Croix è un comune francese di 144 abitanti situato nel dipartimento dell'Aisne della regione dell'Alta Francia.

## Società

### Evoluzione demografica
Abitanti censiti